# Claudia Jacobs
Claudia Silva Jacobs (Rio de Janeiro, 1966) é uma jornalista esportiva e escritora brasileira.

## Biografia

### Primeiros anos e formação acadêmica
Jacobs é natural da cidade do Rio de Janeiro, capital estadual do Rio. Formou-se em jornalismo pela Pontifícia Universidade Católica do Rio de Janeiro (PUC-Rio).

### Carreira
Jacobs já trabalhou em importante jornais como o Jornal dos Sports, no Ultima Hora e no O Globo. A jornalista mudou-se para a Europa onde estudou Relações Políticas e Internacionais no Centro Europeu de Pesquisa Internacional e Estratégica (CERIS, na sigla em francês), em Bruxelas na Bélgica. Estudou também Gerenciamento de Novas Mídias na Universidade de Londres, no campus de Birkbeck.
Jacobs atuou como produtora do Serviço Brasileiro da BBC, em Londres, no qual participou de numerosas coberturas e venceu o prêmio Ayrton Senna de reportagem de rádio com a série Trabalho Infantil no Brasil. Também desempenhou a função de diretora de comunicação da Riotur, órgão responsável pelo turismo na cidade do Rio de Janeiro, durante seis anos. Ela foi a única brasileira a cobrir o Torneio Internacional de Futebol de Mulheres em 1988, ocorrido na China. Fez parte do Comitê Organizador dos Jogos Olímpicos e Paralímpicos, "Rio 2016".
Juntamente com Fernando Duarte, escreveu o livro Futebol exportação, publicado em 2006, pela Editora Senac Rio. A obra aborda questões da comercialização dos jogadores brasileiros para clubes europeus e como se dá esse mercado no campo futebolístico.
Em 2016, frente ao Riotur, lançou o livro Maravilhosa e Olímpica Rio de Janeiro = Marvelous and Olympic, um guia turístico sobre o Rio de Janeiro.

## Livros
- Futebol exportação, 2006.[14]
- Maravilhosa e Olímpica Rio de Janeiro = Marvelous and Olympic, 2012.[13]